# Dwirkiwszczyna
Dwirkiwszczyna (ukr. Двірківщина) – wieś na Ukrainie, w rejonie boryspolskim w obwodzie kijowskim. Liczy 780 mieszkańców.
We wsi urodził się piłkarz Andrij Szewczenko.